# Von Wegen Lisbeth

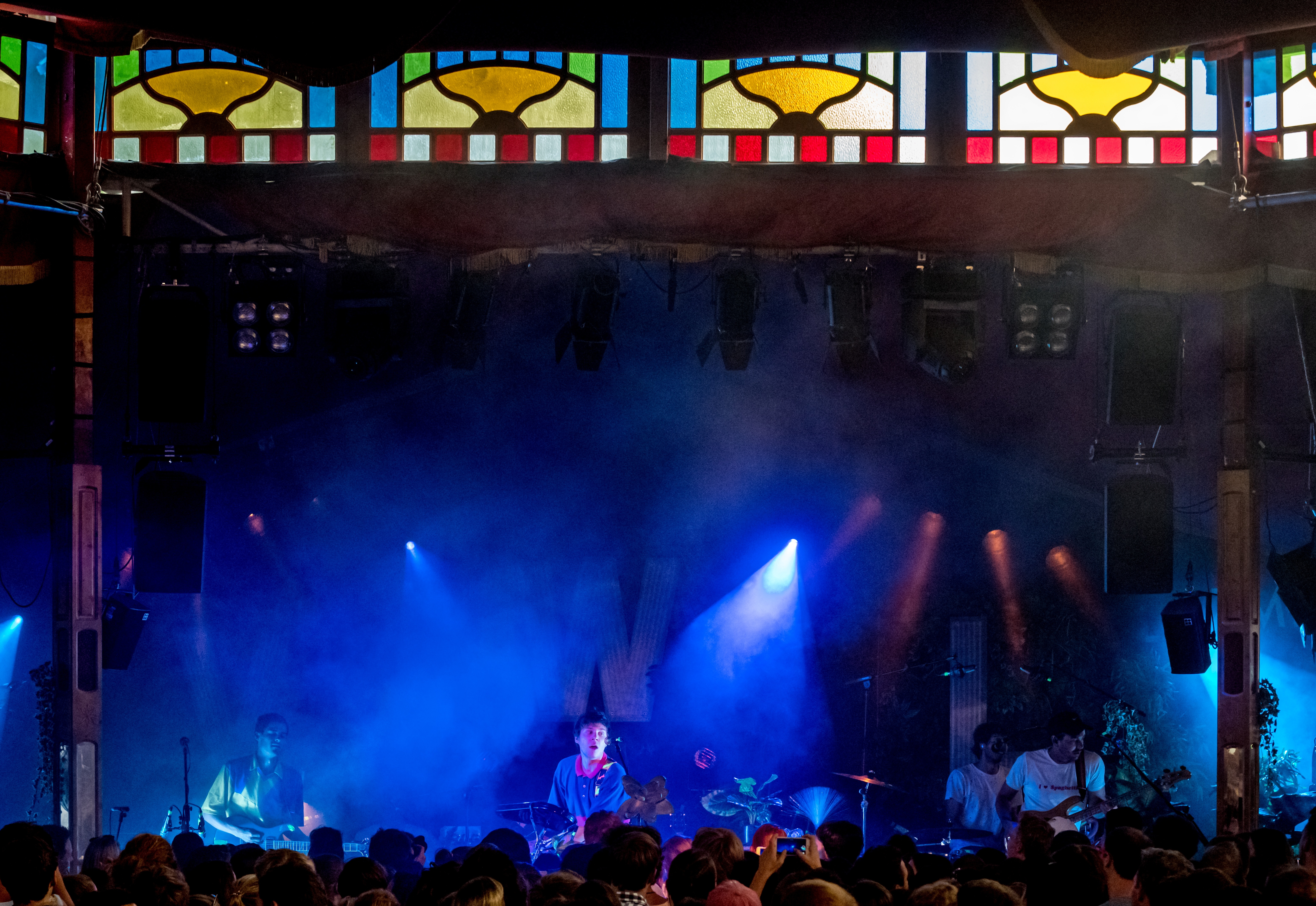
Von Wegen Lisbeth auf dem ZMF in Freiburg 2018

Von Wegen Lisbeth ist eine deutsche Indie-Pop-Band aus Berlin, die 2006 unter dem Namen Fluchtweg gegründet wurde und später unter anderem den Namen Harry Hurtig trug. Die Gruppe singt auf Deutsch und ihren Durchbruch schaffte Von Wegen Lisbeth im Jahr 2016 mit dem Lied Bitch.

## Geschichte
Die Band wurde 2006 im Beethoven-Gymnasium in Berlin-Lankwitz gegründet, als in der siebten Klasse der Sportunterricht wegen Krankheit des Lehrers ausfiel. Ihren frühen musikalischen Stil beschreibt die Gruppe mit „von Hardcore-Punk bis zu 8-Bit-Game-Boy-Casio-Musik“. Ursprünglich studierten alle Mitglieder der Band Fächer wie Architektur, Filmmusik, Mathematik, Elektrotechnik und Kunst. Allerdings legten sie eine Studienpause ein, um sich auf die Produktion eines Albums und eine Tour konzentrieren zu können.
2014 gingen Von Wegen Lisbeth als Vorband mit AnnenMayKantereit auf Tour und veröffentlichten im November die EP Und plötzlich der Lachs. Es folgten Anfang 2015 18 weitere Konzerte mit AnnenMayKantereit und am Ende des Jahres die erste eigene Tour namens Störung im Betriebsablauf.
Nachdem die Gruppe Anfang 2016 mit Element of Crime und erneut AnnenMayKantereit auf Tour war, veröffentlichte sie am 15. Juli ihr Debütalbum Grande, auf das eine gleichnamige Tour im September und Oktober folgte. Außerdem gab es 2016 Auftritte auf vielen Festivals wie Appletree Garden, dem Kosmonaut Festival, Rocken am Brocken und der Fusion, sowie 2018 auf dem Campus Festival in Bielefeld und dem Deichbrand.
Im Jahr 2019 veröffentlichte die Band ihr zweites Album sweetlilly93@hotmail.com. Im Festival-Sommer traten sie unter anderem auf dem Open Air Werden und dem Taubertal-Festival auf. Mit ihrer Britz-California-Tour waren sie 2019 zum vierten Mal als Headliner in der DACH-Region unterwegs.
Am 14. Mai 2021 veröffentlichten sie eine Doppelsingle mit den Liedern L.OST und Podcast.
Im Juli 2022 erschien die Single Elon, die auf der Anekdote beruht, dass Elon Musk im April nicht in den Club Berghain gekommen sein soll. In den Sozialen Medien kündigten sie damit ihr drittes Studioalbum EZ Aquarii an, das am 23. September 2022 erschien.

## Stil
Die Texte der Band werden hauptsächlich von Sänger Matthias Rohde geschrieben, der Alltagssituationen und Gespräche in seine Lieder einfließen lässt.

„Das sind alles Alltagserfahrungen, die man unbewusst aufschnappt. Die Grundidee ist meist autobiografisch, aber beim Ausarbeiten der Texte dichte ich vieles dazu.“

Instrumente wie ein Casio-Keyboard oder eine Steel Drum, die die Band teils von der Oper geliehen oder gekauft hat, prägen den musikalischen Stil der Band.

Von Wegen Lisbeth, Live
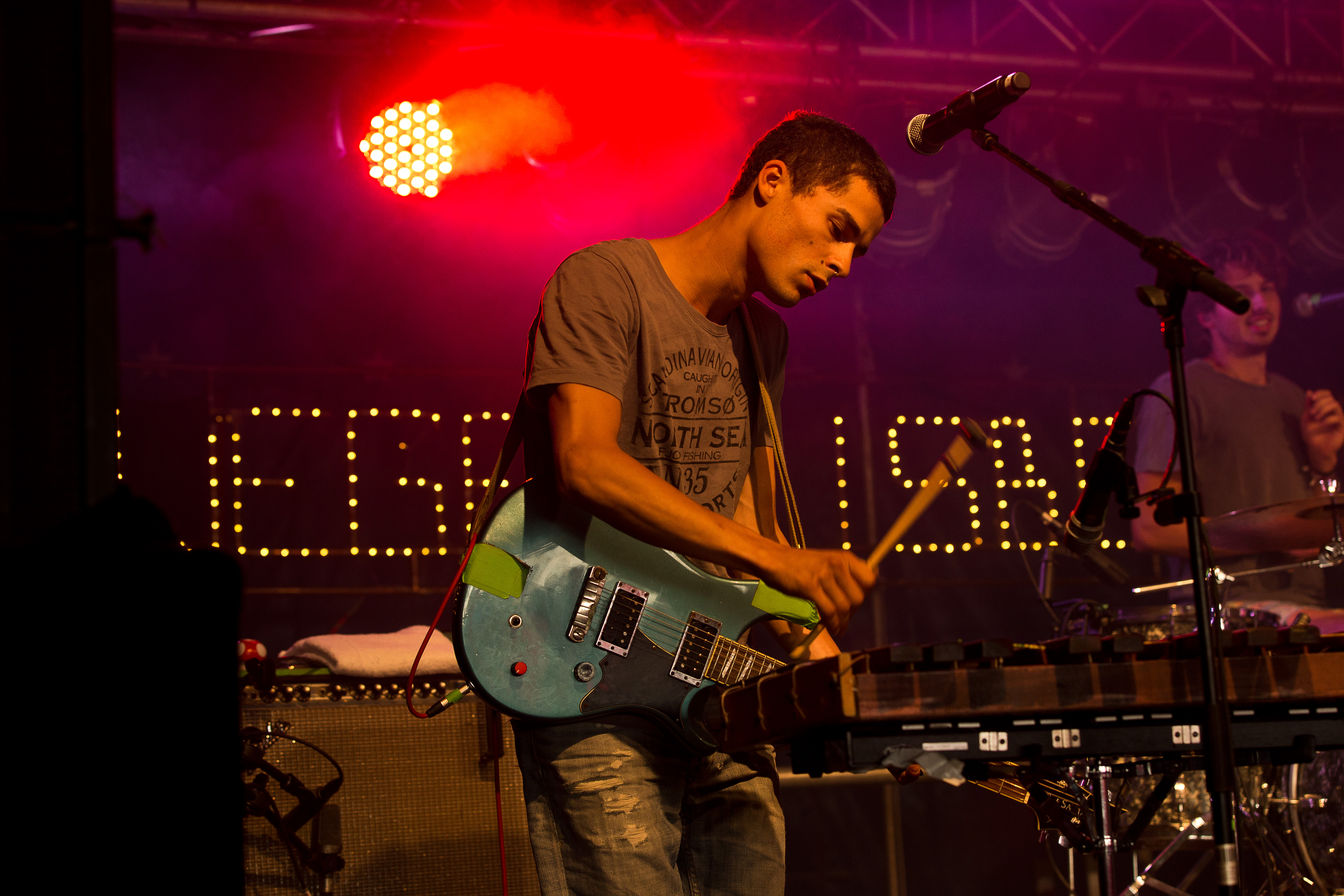
Doz Zschäbitz
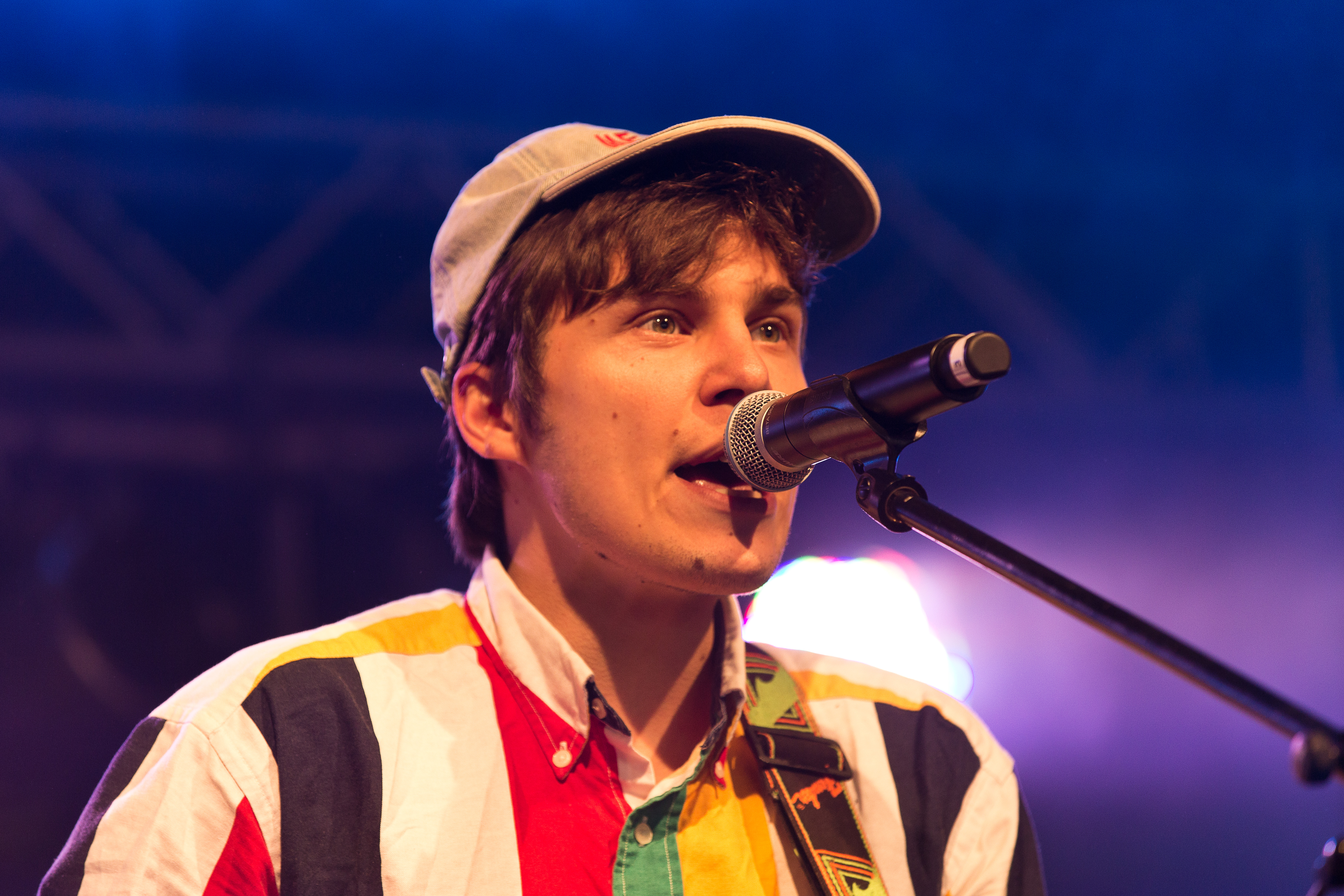
Matthias Rohde
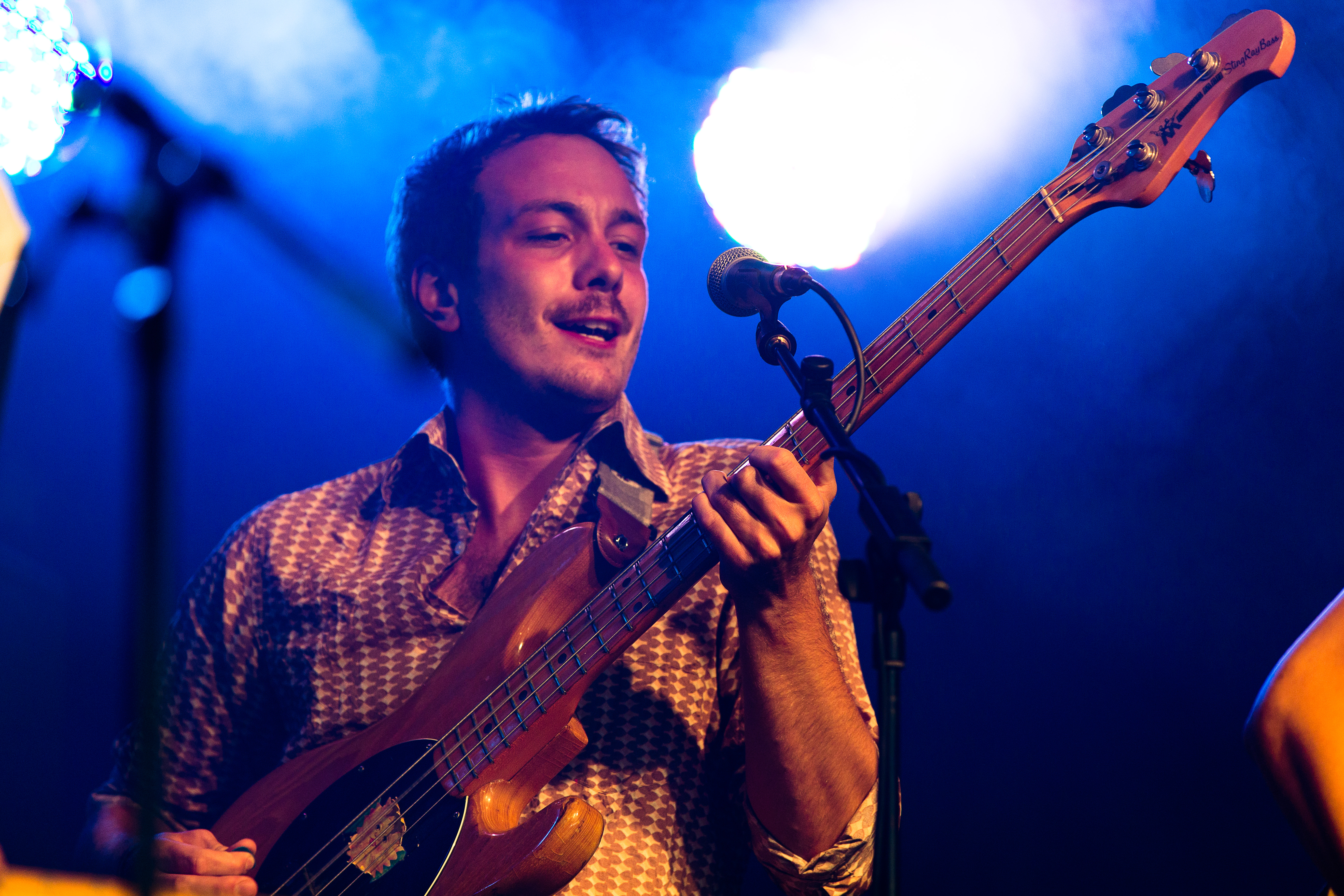
Julian Hölting
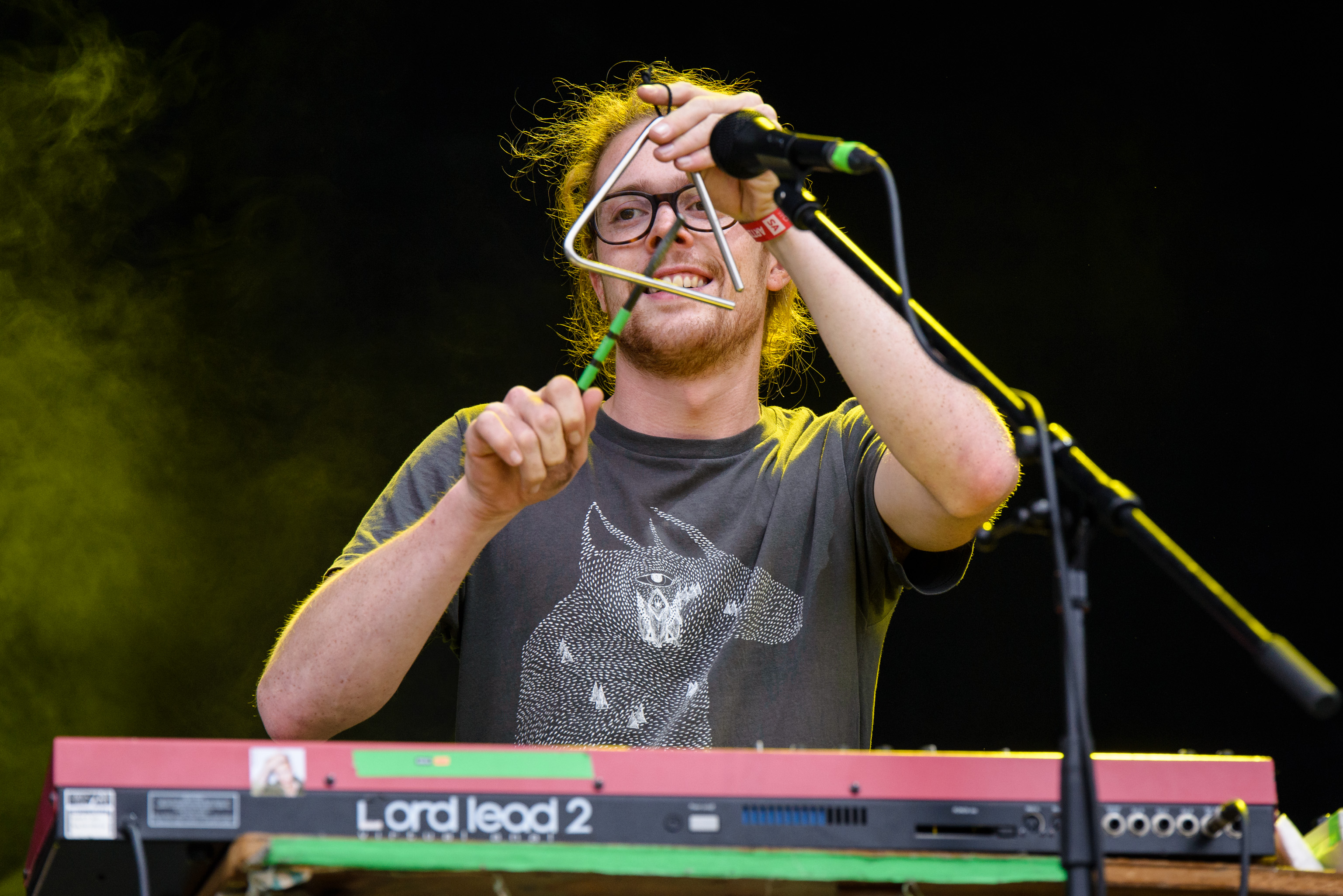
Robert Tischer
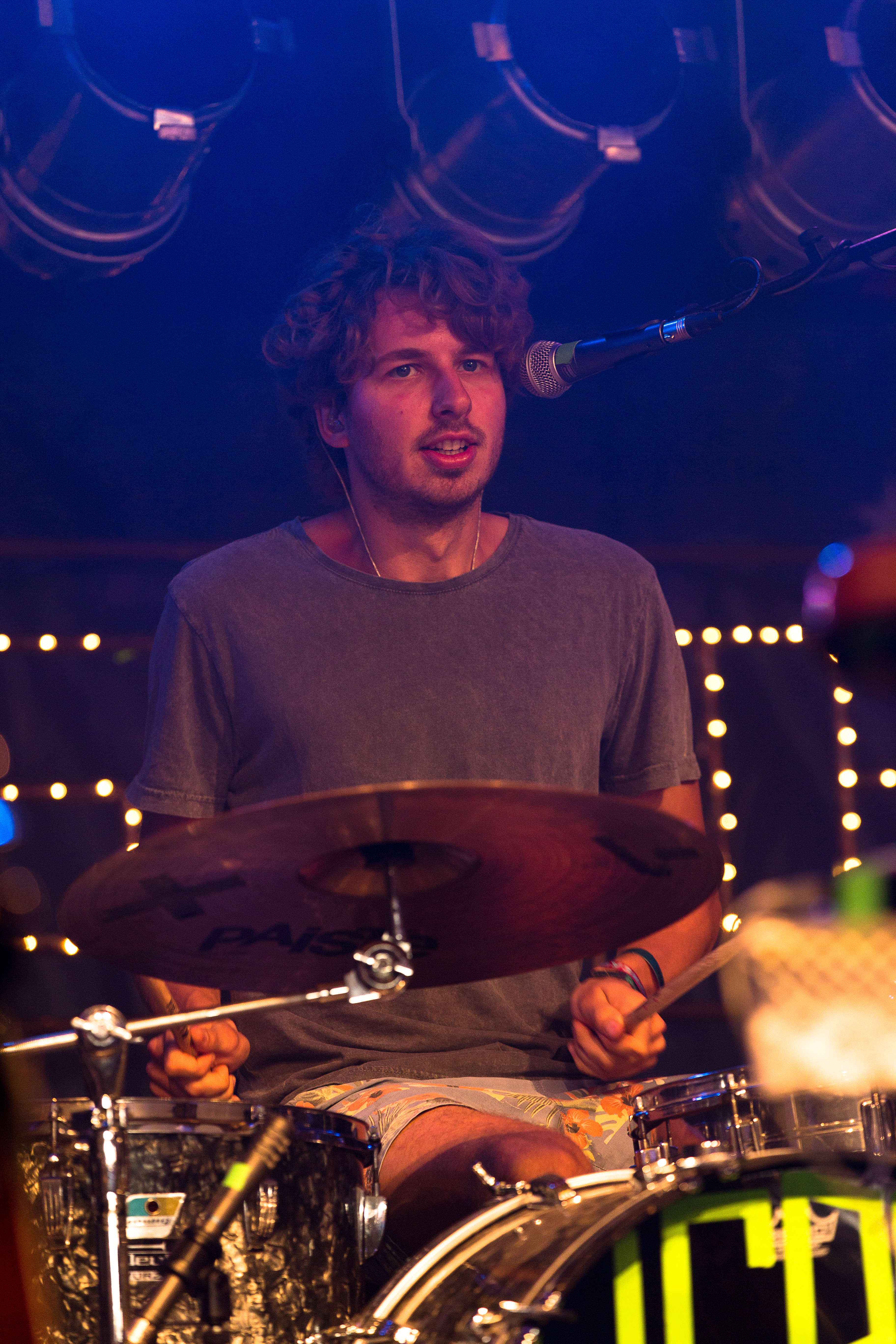
Julian Zschäbitz

## Diskografie

### Studioalben
| Jahr | Titel Musiklabel                  | Höchstplatzierung, Gesamtwochen, AuszeichnungChartplatzierungen (Jahr, Titel, Musiklabel, Platzierungen, Wochen, Auszeichnungen, Anmerkungen) | Höchstplatzierung, Gesamtwochen, AuszeichnungChartplatzierungen (Jahr, Titel, Musiklabel, Platzierungen, Wochen, Auszeichnungen, Anmerkungen) | Höchstplatzierung, Gesamtwochen, AuszeichnungChartplatzierungen (Jahr, Titel, Musiklabel, Platzierungen, Wochen, Auszeichnungen, Anmerkungen) | Anmerkungen                                             |
| Jahr | Titel Musiklabel                  | DE | AT | CH | Anmerkungen                                             |
| ---- | --------------------------------- | --- | --- | --- | ------------------------------------------------------- |
| 2016 | Grande Sony Music                 | DE25 Gold · (3 Wo.)DE | — | — | Erstveröffentlichung: 15. Juli 2016 Verkäufe: + 100.000 |
| 2019 | sweetlilly93@hotmail.com Columbia | DE14 (5 Wo.)DE | AT19 (2 Wo.)AT | CH30 (1 Wo.)CH | Erstveröffentlichung: 3. Mai 2019                       |
| 2022 | EZ Aquarii Columbia               | DE11 (2 Wo.)DE | AT40 (1 Wo.)AT | CH96 (1 Wo.)CH | Erstveröffentlichung: 23. September 2022                |

### Livealben
| Jahr | Titel Musiklabel                                       | Höchstplatzierung, Gesamtwochen, AuszeichnungChartplatzierungen (Jahr, Titel, Musiklabel, Platzierungen, Wochen, Auszeichnungen, Anmerkungen) | Höchstplatzierung, Gesamtwochen, AuszeichnungChartplatzierungen (Jahr, Titel, Musiklabel, Platzierungen, Wochen, Auszeichnungen, Anmerkungen) | Höchstplatzierung, Gesamtwochen, AuszeichnungChartplatzierungen (Jahr, Titel, Musiklabel, Platzierungen, Wochen, Auszeichnungen, Anmerkungen) | Anmerkungen                        |
| Jahr | Titel Musiklabel                                       | DE | AT | CH | Anmerkungen                        |
| ---- | ------------------------------------------------------ | --- | --- | --- | ---------------------------------- |
| 2020 | Von Wegen Lisbeth – Live in der Columbiahalle Columbia | DE24 (1 Wo.)DE | — | — | Erstveröffentlichung: 22. Mai 2020 |

### EPs
- 2012: Promo 2012[11][12]
- 2014: Und plötzlich der Lachs (Chateau Lala)
- 2021: Opti[13]

### Singles
- 2016: Meine Kneipe
- 2016: Freigetränke
- 2016: Untergang des Abendlandes
- 2016: Komm mal rüber bitte
- 2016: Bitch
- 2019: Lieferandomann
- 2019: Westkreuz
- 2021: Lost / Podcast
- 2021: Portugal (Autoteile auf der Fahrbahn)
- 2021: Momo
- 2021: Opti
- 2022: Auf Eis[14]
- 2022: Elon
- 2022: Augen I (Single Edit)
- 2022: Fundbüro (feat. Longus Mongus)

## Auszeichnungen
- 2017: Deutscher Musikautorenpreis (Nachwuchspreis in der Sparte U)
- 2017: ECHO – Bestes Video national für die Single Bitch

## Auszeichnungen für Musikverkäufe
Anmerkung: Auszeichnungen in Ländern aus den Charttabellen bzw. Chartboxen sind in ebendiesen zu finden.
| Land/RegionAuszeichnungen für Musikverkäufe (Land/Region, Auszeichnungen, Verkäufe, Quellen) | Gold  | Platin | Verkäufe | Quellen           |
| -------------------------------------------------------------------------------------------- | ----- | ------ | -------- | ----------------- |
| Deutschland (BVMI)                                                                           | Gold1 | —      | 100.000  | musikindustrie.de |
| Insgesamt                                                                                    | Gold1 | —      |          |                   |